# Vaivase-Tai FC
El Vaivase-Tai Football Club es un equipo de fútbol de Samoa que juega en la Liga Nacional de Samoa, la primera división de fútbol en el país.

## Historia
Fue fundado en el año 1962 en la ciudad de Tuanaimato y es uno de los equipos fundadores de la Liga Nacional de Samoa en 1979, en donde se convirtió en el primer campeón nacional de fútbol en Samoa.
El club es uno de los más ganadores de Samoa, al contabilizar 7 títulos de liga, y es uno de los clubes de fútbol más importantes del país junto al Kiwi FC.

## Palmarés
- Liga Nacional de Samoa: 7

1979, 1980, 1981, 1983, 1998, 2006, 2022
- Copa de Samoa:

2002